# Чернов Олексій Петрович
Чернов Олексій Петрович  (11 червня 1908, Томськ — 22 листопада 1979, Москва) — радянський російський актор театру і кіно. Заслужений артист РРФСР (1952). Народний артист РРФСР (1958).
Закінчив училище при Московському театрі Революції (1934). Працював у Московському театрі ім. В. Маяковського.
З 1935 року працював в трупі Воронезького драматичного театру, на сцену якого виходив 32 роки.
Дебютував у кіно в 1964 році, зіграв понад тридцять ролей. У 1967 році переїхав до Москви й став штатним актором Кіностудії імені Горького.
Похований актор у місті Люберці Московської області.

## Фільмографія
Знімався в українських фільмах:
- «Назад дороги немає» (1970, т/ф, 3 с, Андреєв),
- «Всього три тижні» (1971, т/ф, Саблін),
- «Сімнадцятий трансатлантичний» (1972, Синицин),
- «Причал» (1973),
- «Анна і Командор» (1974, Никифор Петрович),
- «Хвилі Чорного моря» (1975).